# Batman et Harley Quinn
Pour plus de détails, voir Fiche technique et Distribution.
Batman et Harley Quinn (Batman and Harley Quinn) est un film d'animation américain réalisé par Sam Liu, sorti directement en vidéo en 2017, 30e film de la collection DC Universe Animated Original Movies.
Le film présente un scénario original reprenant le graphisme de la série animée Batman : The Animated Series des années 1990, dans laquelle Harley Quinn a fait sa première apparition,.

## Synopsis
Batman et Nightwing doivent faire équipe avec Harley Quinn pour retrouver Poison Ivy et Floronic Man qui prévoient de détruire l'humanité grâce à une toxine.

## Fiche technique
- Titre original : Batman and Harley Quinn
- Titre français : Batman et Harley Quinn
- Réalisation : Sam Liu
- Scénario : Bruce Timm et James Krieg, d'après les personnages de DC Comics
- Musique : Kristopher Carter
- Direction artistique du doublage original : Wes Gleason
- Montage : Christopher D. Lozinski
- Animation : DR Movie
- Production déléguée : Benjamin Melniker, Sam Register, Bruce Timm et Michael E. Uslan
- Production exécutive : Amy McKenna
- Coproduction : Alan Burnett
- Sociétés de production : Warner Bros. Animation et DC Entertainment
- Sociétés de distribution : Fathom Events (cinéma, États-Unis), Warner Home Video (vidéo)
- Pays de production :  États-Unis
- Langue originale : anglais
- Genre : animation, super-héros, comédie
- Durée : 74 minutes
- Dates de sortie :
  - États-Unis : 14 août 2017
  - France : 30 août 2017[3]
- Classification : PG-13 (interdit -13 ans) aux États-Unis

 Sauf indication contraire, les informations mentionnées dans cette section peuvent être confirmées par la base de données cinématographiques IMDb,  présente dans la section « Liens externes ».

## Distribution

### Voix originales
- Kevin Conroy : Batman
- Melissa Rauch : Harley Quinn / Harleen Quinzel
- Paget Brewster : Poison Ivy / Pamela Isley
- Loren Lester (en) : Nightwing
- Kevin Michael Richardson : Floronic Man / Jason Woodrue
- Eric Bauza : Wesley
- Trevor Devall : Bobby Liebowitz
- John DiMaggio : Swamp Thing, Chef Steel
- Robin Atkin Downes : Rhino
- Rob Paulsen : Harold Goldblum, Min et Max
- Mindy Sterling : Chef de projet
- Bruce Timm : Booster Gold

### Voix françaises
- Emmanuel Jacomy : Batman
- Kelvine Dumour : Harley Quinn / Harleen Quinzel
- Dominique Vallée : Poison Ivy / Pamela Isley
- Mathias Kozlowski : Nightwing
- Thierry Walker : Floronic Man / Jason Woodrue
- Saïd Amadis : Swamp Thing
- Bertrand Dingé : Chef Steel
- Michel Elias : Rhino, Harold Goldblum
- Fabrice Lelyon : Booster Gold

Société de doublage VF : Deluxe Media Paris, adaptation VF : Jérôme Dalotel, direction artistique VF : Marc Saez
 Source : voix originales et françaises sur Latourdesheros.com.

## Autour du film
À la suite du succès financier de Batman: The Killing Joke, le film a bénéficié d'une sortie au cinéma pour une journée le 14 août 2017.
Le ton du film est volontairement décalé et humoristique, renvoyant parfois à la série TV des années 1960, en particulier lors de la scène de bagarre dans le bar.